# كليفتون ويلر
كليفتون ويلر (بالإنجليزية: Clifton Wheeler)‏ هو رسام أمريكي، ولد في 4 سبتمبر 1883، وتوفي في 1953.